# Heinrich Pfeiffer
Heinrich Pfeiffer (Tubinga, 22 febbraio 1939 – Kladow, 26 novembre 2021) è stato un presbitero e storico dell'arte tedesco, appartenente all'Ordine dei Gesuiti.
Docente alla Pontificia Università Gregoriana e alla Pontificia Facoltà Teologica di Sicilia a Palermo, è noto per i suoi studi sulla Sacra Sindone e sul Volto Santo di Manoppello.

## Biografia
Heinrich Pfeiffer entrò a far parte della Compagnia di Gesù nel 1963. Completata la formazione teologica, fu ordinato presbitero dal vescovo di Copenaghen Hans Ludvig Martensen SJ il 13 luglio 1969 a Berlino. Studiò storia dell'arte, archeologia classica, romanistica, filosofia e teologia a Tubinga, Londra, Firenze, Berlino, Monaco di Baviera, Roma e Basilea. Nel '70 conseguì la licenza in teologia alla Pontificia Università Gregoriana di Roma. Nel '73 ultimò il dottorato in storia dell'arte all'Università di Basilea con una tesi sull'affresco murale di Raffaello Disputa del Sacramento .
Dal 1973 fino al suo pensionamento nel 2009, fu professore di Storia dell'arte e Iconografia cristiana presso la Facoltà di Storia della Chiesa (Facoltà della Storia e dei Beni Culturali della Chiesa) alla Gregoriana di Roma. Dal 2014 al 2017 insegnò presso la Pontificia Facoltà Teologica di Sicilia a Palermo.
Pfeiffer ha reso un servizio di prim'ordine alla ricerca sulla storia della iconografia di Cristo e, in questo contesto, lavorò intensamente anche sulla Sindone di Torino, sul velo della Veronica e sul Volto Santo di Manoppello. A lui si deve la scoperta del velo della Veronica e l'identificazione del Volto di Manoppello con il velo della perduta Sindone di Gerusalemme, scomparsa dalla Basilica di San Pietro proprio all'inizio del Sacco di Roma il 6 maggio 1527.
Dal 1999 al 2004 fu consulente della Pontificia commissione per i beni culturali della Chiesa. Dal 2019 visse nel pensionato per gesuiti Peter-Faber-Haus a Berlino-Kladow, dove morì nel novembre 2021 a causa della pandemia da COVID-19. Fu sepolto nel Cimitero di Sant'Edvige III (Cimitero della Cattedrale di Sant'Edvige) a Berlino-Reinickendorf.

## Pubblicazioni
- (FR)  Le Christ aux mille visages : les représentations du Christ dans l'art, Bruyères-le-Châtel, Nouvelle Cité, coll. « Beaux Livres », 1986 (rééd. 1995), 104 p. ISBN 978-2-85313-130-8.
- (FR)  La Chapelle Sixtine révélée : l'iconographie complète, Paris, Hazan, 2007, 352 p. ISBN 978-2-75410-211-7.
- (DE)  Zur Ikonographie von Raffaels Disputa. Egidio da Viterbo und die christlich-platonische Konzeption der Stanza della Segnatura (= Miscellanea historiae pontificiae 37). Rom 1975 (zugl. Basel, Diss. phil. 1973).
- (DE)  Gottes Wort im Bild. Das Christusbild in der Kunst München/Zürich/Wien 1986.
- (DE)  Hans Lubsczyk, Ein Segen sollst du sein: die Abrahamsgeschichte im Spiegel byzantinischer Miniaturen aus dem 12. Jahrhundert, Leipzig, St. Benno Verlag, 1987 ISBN 978-3746200071.
- (DE)  Werner Bulst, Das Turiner Grabtuch und das Christusbild. Bd. 1: Das Grabtuch, Forschungsberichte und Untersuchungen. Frankfurt/Main 1987.
- (DE)  Avec Werner Bulst, Das Turiner Grabtuch und das Christusbild. Bd. 2: Das Grabtuch, der Schleier von Manoppello und ihre Wirkungsgeschichte in der Kunst. Frankfurt/Main 1991.
- (DE)  Die Kunst des reinen Herzens: die Botschaft der Ikone, 1992.
- (DE)  Die römische Veronika. In: Grenzgebiete der Wissenschaft (Resch, Innsbruck) 49/3 (2000), S. 225–240.
- (IT)  Il volto santo di Manoppello. Pescara 2000.
- (IT)  Scelus: le sculture del portale della cattedrale di Altamura, Torre di nebbia, 2006, 104 p.
- (DE)  Die Sixtinische Kapelle neu entdeckt. Belser, Stuttgart 2007 ISBN 978-3-76302-488-9